# 鄧啟隆
鄧啟隆（16世紀—17世紀），原名鄧啟泰，字望之，號贲闻，江西吉安府安福縣人，明朝、南明政治人物。

## 生平
鄧啟隆萬曆二十五年（1597年）中式丁酉科舉人，天啟二年（1622年）成進士，授直隸寧國府推官。任內守貧刻苦，多次平反冤獄；改任山東道監察御史，請求朝廷盡快處分逆黨，以正法紀。之後調貴州道，出巡兩淮鹽政，疏通獲得數十萬充盈國庫。
弘光帝即位，升太常少卿，諭祭桂王朱常瀛；永曆帝繼位後，改任太僕卿，卒年八十七。